# Треугольник (футбольный клуб)
«Треугольник» — советский и российский футбольный клуб из Ленинграда/Санкт-Петербурга.

## Названия
- 1968—1991 — «Красный треугольник» (Ленинград);
- 1991—1997 — «Красный треугольник» (Санкт-Петербург);
- 1999—2002 — «Треугольник».

В 1969 году играл в классе «Б» первенства СССР, являвшимся третьим по уровню в системе лиг после первой и второй групп класса «А»: в 8-й зоне РСФСР занял 2-е место из 14 команд, в полуфинале III РСФСР занял 4-е место среди 4 команд.
Победитель чемпионата Ленинграда 1990 года, обладатель кубка Санкт-Петербурга 2000 года.